# 天主教雅爾丁教區
天主教雅爾丁教區（拉丁語：Dioecesis Viridariensis）是巴西一個羅馬天主教教區，屬大坎普總教區。
教區成立於1981年10月13日，包括南馬托格羅索州西南部十二個市。2006年有教友250,000人（佔轄區總人口68.5%）、十三個堂區、十四名司鐸。現任教區主教為若望·吉爾伯托·德莫拉。